# クリミア州
クリミア州（クリミアしゅう、ウクライナ語: Кримська область (Kryms’ka oblast’) ; ロシア語: Крымская область (Krymskaya oblast’) ; クリミア・タタール語: Къырым виляйети (Qırım vilâyeti) ）は、ソビエト連邦時代に当初ロシア・ソビエト連邦社会主義共和国（1945年-1954年）、後にウクライナ・ソビエト社会主義共和国（1954年-1991年）に属した州。州都はシンフェロポリに置かれた。

## 沿革
クリミア州は1945年6月30日にクリミア自治ソビエト社会主義共和国に代えて設置された。
1954年2月19日に、ペレヤスラフ協定300周年を記念してソ連の領土内の管轄変更としてロシア・ソビエト連邦社会主義共和国からウクライナ・ソビエト社会主義共和国に移管された:326。ソ連共産党第一書記のニキータ・フルシチョフがウクライナ融和策の一環として実現させたとされる。
クリミア半島の都市のうち、セヴァストポリは黒海艦隊の基地があるという重要性のため閉鎖都市となっており、1978年になってクリミア州に付属された。
1991年1月20日に実施された住民投票により、クリミア州は大戦以前の自治権を再獲得し、同年2月12日にウクライナ最高会議の決定に基づきクリミア自治ソビエト社会主義共和国に改組された。
1992年、自治ソビエト社会主義共和国はソ連から独立したウクライナに属する自治共和国として、クリミア自治共和国に移行した。セヴァストポリはロシアの黒海艦隊の基地が置かれる戦略的な重要性が再び考慮され、ウクライナとロシアの間で帰属が問題となったため自治共和国から除外された。1997年、同市はウクライナ中央政府に直属する「特別な地位を有する都市」として扱われることが合意され、この問題は決着した。